# Сент-Этьен-де-Фюрсак
Сент-Этье́н-де-Фюрса́к (фр. Saint-Étienne-de-Fursac) — коммуна во Франции, находится в регионе Лимузен. Департамент коммуны — Крёз. Входит в состав кантона Ле-Гран-Бур. Округ коммуны — Гере.
Код INSEE коммуны — 23192.

## Население
Население коммуны на 2010 год составляло 847 человек.
| 1962 | 1968 | 1975 | 1982 | 1990 | 1999 | 2010 |
| ---- | ---- | ---- | ---- | ---- | ---- | ---- |
| 1248 | 1084 | 882  | 904  | 843  | 815  | 847  |

## Экономика
В 2010 году среди 412 человек трудоспособного возраста (15—64 лет) 286 были экономически активными, 126 — неактивными (показатель активности — 69,4 %, в 1999 году было 70,1 %). Из 286 активных жителей работали 265 человек (136 мужчин и 129 женщин), безработных было 21 (9 мужчин и 12 женщин). Среди 126 неактивных 20 человек были учениками или студентами, 70 — пенсионерами, 36 были неактивными по другим причинам.